# Mendiolaza
Mendiolaza es una ciudad argentina situada en el departamento Colón de la provincia de Córdoba. Se encuentra ubicada entre la ladera oriental de las Sierras Chicas y la planicie adyacente, a 4 km al norte de la ciudad de Villa Allende y a 23 km al noroeste de la ciudad de Córdoba, comunicada por las rutas E 53 y E 57 y formando parte del Gran Córdoba. Debe su nombre a Don Francisco Javier Eusebio de Mendiolaza quien en 1786 comprara una estancia a la que dio su nombre y a partir de la cual se inició la construcción del asentamiento.
Por su ubicación serrana, la localidad es un gran atractivo para el turismo y la construcción de casas de fin de semana, countries o barrios privados.
Mendiolaza ha manifestado un crecimiento demográfico exponencial desde la década de los '90, caracterizado por la radicación de numerosos barrios cerrados. El municipio comienza la década con 1536 pobladores (Censo Nacional 1991), y aumenta la población en cada nueva medición: 2390 habitantes (censo provincial de 1996), 4204 habitantes (censo nacional de 2001), 8126 pobladores (censo provincial de 2008), 10 855 habitantes (censo nacional de 2010). Es gracias a este último hito poblacional que la localidad fue declarada ciudad en el año 2012.
En el año 2016 a través de la Ordenanza 697/2016 se crearon las Comisiones Vecinales como método de participación ciudadana en el ejido municipal. Cada barrio reunido en Asamblea elige  una Comisión Directiva compuesta de siete miembros, quienes serán sus representantes por un período de dos años.

## Historia
En 1786 Don Francisco Javier Eusebio de Mendiolaza compró la estancia del Retiro del Rosario, que luego llevaría su nombre. Las casas que se construyeron a su alrededor fueron conformando los diferentes barrios que hoy integran la ciudad.
A comienzos del siglo XX, el 30 de octubre de 1901, los terrenos fueron adquiridos por Don Pedro Diez, quien en 1929 los subdivide para otorgarlos a sus herederos. Alrededor de 1930 su hijo Pedro Diez acondiciona una casona que con el paso del tiempo se convertirá en la actual sede municipal.
La localidad se conecta por red ferroviaria con Córdoba en 1914, con la apertura de una estación de ferrocarril y en 1921 se inaugura la primera escuela primaria “Domingo Faustino Sarmiento”.
En esta época se constituyen las primeras comisiones, grupos de pobladores que se organizaron para solicitar servicios de luz, agua y teléfono para la localidad.
En el año 1964 la localidad fue nombrada municipalidad de segunda categoría por un decreto del gobernador Justo Páez Molina y en el año 1978 se construye la capilla San José de Calasanz en barrio Los Cigarrales.
En junio de 1984 se designa desde el gobierno provincial, sobre la base de una propuesta del Comité de Circuitos de Mendiolaza, al señor Oscar Cruzado como Comisionado municipal con lo que el municipio obtuvo una Oficina de Registro y se forma el Padrón Electoral. El día 7 de septiembre de 1987 se realizan en la localidad las primeras elecciones de autoridades municipales, siendo electo como intendente el señor Oscar Cruzado, reelecto luego en dos ocasiones.

## Ambiente
En la localidad de Mendiolaza encontramos el comienzo del Bosque Serrano. En la ladera oriental de las Sierras chicas de Córdoba dicho bosque se encuentra entre los 500 y los 1350 m de altura. Los árboles típicos son el molle y el horco quebracho, tala, durazno de campo y coco. Los principales arbustos son el poleo y el piquillín. Es el hábitat de especies como la comadreja, el zorro, el hurón, y las aves paseriformes asociadas a este bosque: siete colores, benteveo, tacuarita azul, calandrias, jilgueros, zorzales, tordos entre muchísimas más.
En los cordones occidental y oriental prospera el espinillo en lomadas y en faldeos pedregosos. El arbustal retrocede por la tala, el incendio y el avance de la frontera urbana.
En las zonas de vida de las planicies la explotación agropecuaria ha ido creando un paisaje uniforme. La tala de la vegetación originaria, la cría de ganado y las prácticas agrícolas que se fueron concentrando, alteraron la calidad y la cantidad de la flora, dándole hoy lugar a planicies propias de desarrollo de ciudad urbana. La fauna se vio adaptada a la vida en espacios desprovistos de árboles.
Además de la acción antrópica otra amenaza para la fauna y flora local es el avance de especies arbóreas exóticas invasivas. Ejemplares tales como el siempre verde, la mora, y la acacia negra han determinado problemas de gran magnitud, como inundaciones en periodo de monzones por desprendimiento y taponamiento de puentes y alcantarillas, ya que tienen una tasa de crecimiento mayor a la típica en la vegetación de un municipio serrano. Para solucionar esto el ente municipal ha desarrollado legislación de poda, selección de ejemplares a preservar y de ejemplares a erradicar, forestado espacios verdes y determinando un porcentaje de ocupación de los lotes que respete el concepto de ciudad campo.  

## Demografía
Esta localidad de las Sierras Chicas ha manifestado un crecimiento demográfico exponencial desde la década de los '90, caracterizándose por la radicación de numerosos barrios cerrados.
| Gráfica de evolución demográfica de Mendiolaza entre 1991 y 2022 |
|                                                                  |
| Fuente: Censos nacionales del INDEC                              |

Ese crecimiento se observa en la evolución de los conteos de los diferentes censos. En el último censo nacional de 2010 se contabilizaron 10 855 habitantes. El censo provincial de población de 2008 determinó que tenía 8126 pobladores, prácticamente el doble de lo registrado en el anterior censo nacional de 2001, cuando tenía una población de 4,204 habitantes (Indec, 2001). En el censo provincial de 1996, había 2390 habitantes, y en el censo nacional de 1991 se registraban 1536 pobladores.
De la totalidad de su superficie general –1996 hectáreas– 40 por ciento aproximadamente (821 hectáreas), corresponden a nueve countries, mientras que los barrios abiertos y públicos son siete.
Entre estos últimos cabe destacar el barrio El Talar de Mendiolaza, un loteo extenso transformando en la parte más poblada de la localidad, ubicado entre la ruta provincial E 53 y la ruta provincial E 57.
Según los padrones electorales la evolución de los electores (como proxy del crecimiento poblacional) para el Circuito 3-40A Mendiolaza fue:
| Electores 2007 | Electores 2011        | Electores 2013        | Electores 2015        | Electores 2017          |
| -------------- | --------------------- | --------------------- | --------------------- | ----------------------- |
| 4147           | 5487 (creció 32,31 %) | 6903 (creció 25,81 %) | 9937 (creció 43,95 %) | 11.529 (creció 16,02 %) |

## Cultura

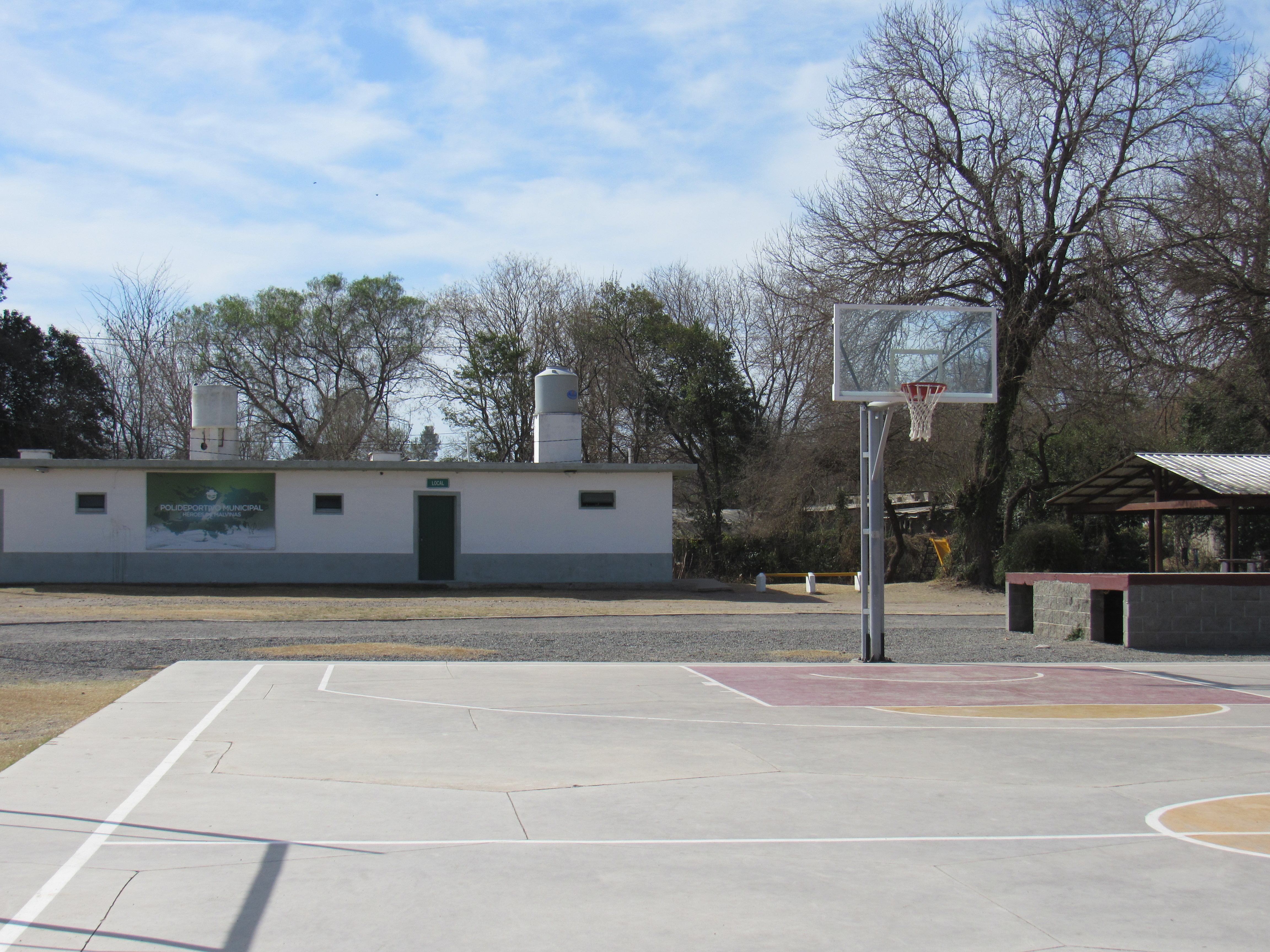
Polideportivo frente al municipio

El área de cultura de la municipalidad cuenta con talleres culturales, biblioteca municipal. En cuanto a actividades deportivas, con el objetivo de fomentar el desarrollo de la comunidad, existen equipos de futbol, básquet, hockey vóley que se desarrollan en dos espacios polideportivos ubicados en frente al edificio municipal y en barrio El Talar, en plaza de la bandera.
En el municipio existe un elenco estable de danzas folklóricas “Arte y tradición”, tres coros de adultos, “Convocarte”, “Coral Mendiolaza” y  “Coral Sierras Chicas” y un coro de niños y niñas.
La localidad es también reconocida por sus actividades hípicas, lo que da lugar a experiencias de equino terapia convirtiendo a Mendiolaza en un referente de actividades ecuestres en la provincia de Córdoba como por ejemplo, cabalgatas, competencias de polo, y otras afines.   
En Mendiolaza existen organizaciones de gran actividad social con el fin de fomentar el desarrollo cultural en la localidad. El “Colectivo Cultural de Mendiolaza” está formado por los siguientes espacios:
Centro cultural Valle del Sol
Biblioteca Popular Sayana
Taller de talleres, multiespacio creativo
Fábrica de plantas, vivero cultural.
La Colombina, artes escénicas
Escuela de Música del Sol
Multiespacio La Rosa
Área de cultura Mendiolaza
Museo a Cielo Abierto de Mendiolaza
El Salón Cultural Cacho Seguí, ubicado en Av. Malvinas Argentinas 285, donde se dictan talleres culturales, artes marciales, actividades deportivas, como patín, acrobacia en tela, trapecio, gimnasia deportiva, y otras. La Fundación Toliat -fundada en Córdoba en el año 1980, se radicó en la zona de "El Bosquecito" en el año 2000, y es la responsable de la organización de los Carnavales Infantiles, que se llevan a cabo todos los veranos.

## Gobierno

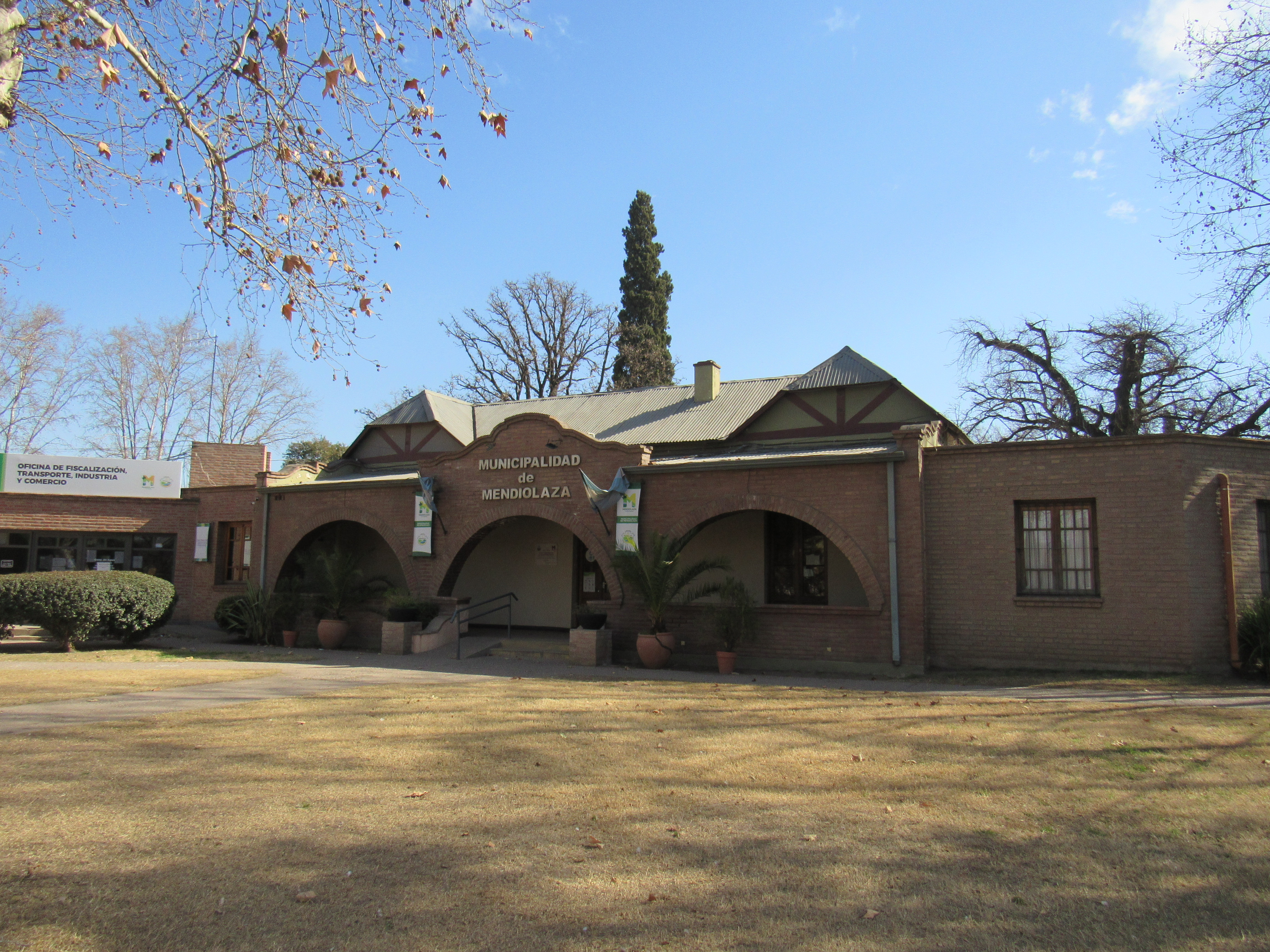
Municipalidad

El Poder Ejecutivo está a cargo de Adela Arning, intendente desde 2023, conforma su gabinete seis secretarias, con direcciones a cargo.
El edificio en donde se encuentra la municipalidad de Mendiolaza situado en Av. Malvinas 285, donde funcionan distintas dependencias, municipales y provinciales, conformando el centro cívico de la ciudad. 

## Sismicidad
La región posee sismicidad media; y sus últimas expresiones se produjeron:
- 22 de septiembre de 1908 (116 años), a las 17.00 UTC-3, con 6,5 Richter, escala de Mercalli VII; ubicación 30°30′0″S 64°30′0″O / -30.50000, -64.50000; profundidad: 100 km; produjo daños en Deán Funes, Cruz del Eje y Soto, provincia de Córdoba, y en el sur de las provincias de Santiago del Estero, La Rioja y Catamarca.
- 16 de enero de 1947 (78 años), a las 2.37 UTC-3, con una magnitud aproximadamente de 5,5 en la escala de Richter (terremoto de Córdoba de 1947)[4]
- 28 de marzo de 1955 (70 años), a las 6.20 UTC-3 con 6,9 Richter: además de la gravedad física del fenómeno se unió el desconocimiento absoluto de la población a estos eventos recurrentes (terremoto de Villa Giardino de 1955)
- 7 de septiembre de 2004 (20 años), a las 8.53 UTC-3 con 4,1 Richter
- 25 de diciembre de 2009 (15 años), a las 21.42 UTC-3 con 4,0 Richter

## Transporte
Por el municipio prestan servicio 3 empresas interurbanas (Fonobus, Intercórdoba y Sarmiento), dos de las cuales además cuentan con servicio urbano. También existen servicios de remis de la ciudad.

## Seguridad
Mendiolaza cuenta con una oficina de seguridad ciudadana a partir de 1999. Actualmente al cuerpo de seguridad ciudadana lo conforman 33 agentes de tránsito, matriculados bajo ley provincial de tránsito n.º 8560 TO.2004 y que se ocupan de actividades como el plan de educación vial, los controles de tránsito, la emisión de licencias de conducir, brinda colaboración a la policía de la provincia y bomberos voluntarios.
Desde el año 2008 la dependencia del municipio es miembro activo del Ente Intermunicipal Sierras Chicas, que coordina el trabajo de seguridad conjunto en el departamento Colon.

## Salud
El municipio cuenta con dos centros de salud: el centro de salud municipal centro cívico, con atención al público de lunes a viernes de 7 horas a 19:30 horas, sábados de 8 horas a 13 horas y todas las especialidades médicas; el centro de salud municipal Bº El Talar, con atención al público de lunes a viernes de 8 horas a 14 horas y 16:30 a 20:30 horas y las siguientes especialidades: Enfermería, Clínica médica, Pediatría, Odontología, Psicología, Nutricionista, Ginecología.
La localidad administra además un Hogar de Día para ancianos con 30 personas mayores y una guardería, destinada a niños/as de 4 meses a 3 años de familias o madres solas que necesitan el tiempo para generar recursos.